# Національна бібліотека Франції
Національна бібліотека Франції (фр. Bibliothèque Nationale de France фр. вимова: [biblijɔtɛk nasjɔnal də fʁɑ̃s]; BnF) — найбагатше зібрання франкомовної літератури у світі й найбільша національна бібліотека Франції, заснована 1368 року.
Національна бібліотека Франції — одна з найстаріших в Європі. Королівська бібліотека існувала в Луврі ще за Карла V (який правив у 1364–1380) і нараховувала 1200 рукописів. На час війни з англійцями від цієї колекції майже нічого не залишилося, тож Людовик XI був змушений починати створення королівського книгосховища з чистого аркуша. Франциск I наказав доправляти до бібліотеки один примірник кожної книги, що друкувалась у Франції, а 1544 року перевіз усі книжки з Лувру в Фонтенбло.
У XVII столітті бібліотека повернулася до Парижа, а в 1622 опубліковано перший її каталог. Людовик XIV зробив бібліотеку публічною, відкривши її для вільного відвідування. Свою теперішню назву бібліотека отримала за рішенням Конвенту під час Великої французької революції.
Історично бібліотека розташовувалася в Парижі на вулиці Рішельє (за Пале Роялем) в ансамблі споруд XVII століття, побудованих за проєктом Мансара для кардинала Мазаріні та розширених після 1854 р. Нині цей ансамбль зберігає лише малу, проте найціннішу частину державної бібліотеки — Кабінет медалей та манускрипти. Основне бібліотечне сховище розташоване в 13-му окрузі, це чотири висотні вежі на лівому березі Сени, споруджені у формі розкритих книг; сховище носить ім'я Франсуа Міттерана. У БНФ працюють бл. 2700 осіб, з них 2500 осіб — повний день.

## Структура бібліотеки
Список будівель в Парижі та провінції, що належать до НБФ:
- Сховище манускриптів та старовинних книг в будівлі Рішельє / Лувуа (site Richelieu / Louvois) у 2-му окрузі містить 12 млн малюнків і гравюр, 890 тис. мап і планів, 530 тис. монет;
- Головне сховище в новому ансамблі будівель Тольбіак-Франсуа Міттеран — (site François-Mitterrand (Tolbiac)) в 13-му окрузі;

Головне сховище з читальними залами складається з чотирьох веж, в яких література розміщена за тематичним принципом.
Назви веж
- - T1 Tour du temps (Вежа часу)
  - T2 Tour des lois (Вежа законів)
  - T3 Tour des nombres (Вежа чисел)
  - T4 Tour des lettres (Вежа літер)

- Бібліотека Арсеналу (site de l'Arsenal) в 4-му окрузі;
- Бібліотека-музей Опери Гарньє (Bibliothèque-musée de l'Opéra) в 9-му окрузі;
- Філія на Страсбурзькому бульварі (site du boulevard de Strasbourg) в 10-му окрузі;
- Будинок Жана Вілар (Jean Vilar) в Авіньйоні;
- Технічна частина в Бюссі-Сен-Жорж (Bussy-Saint-Georges);
- Технічна частина в Сабле-сюр-Сарт (Sablé-sur-Sarthe).

## Історія

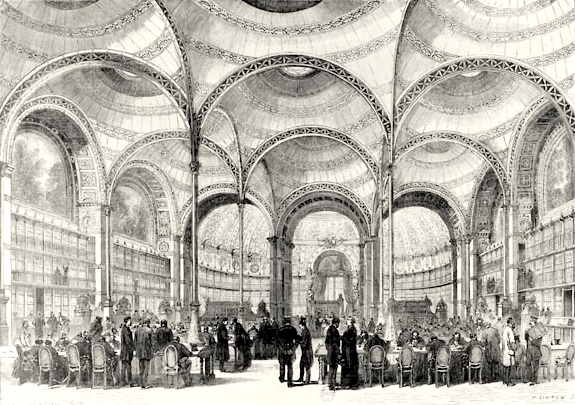
Зал Анрі Лабруста, відкриття нового читального залу в червні 1868 року. Le Monde illustré.

Паризька національна бібліотека в різні часи носила різні назви: бібліотеки короля, королівська, імператорська і національна; довгий час була особистою бібліотекою французьких королів.
Вже король Піпін Короткий мав зібрання рукописів. Карл Великий заснував досить значну на той час бібліотеку в Аахені, але після його смерті бібліотеку було розпродано. Король Людовик IX знову зібрав досить велику бібліотеку, яку заповів чотирьом духовним громадам.

Справжнім засновником Паризької бібліотеки був Карл V Мудрий, який заснував бібліотеку не тільки для себе особисто, але для того, щоб дати можливість ученим працювати. Він не лише купував і розпоряджався переписувати рукописи, але і звелів перекласти деякі книги «на користь королівства і всього християнського світу». В 1367–1368 рр.. бібліотеку, за наказом короля, було перенесено до Соколиної вежі (tour de la Fauconnerie) Луврського замку. 

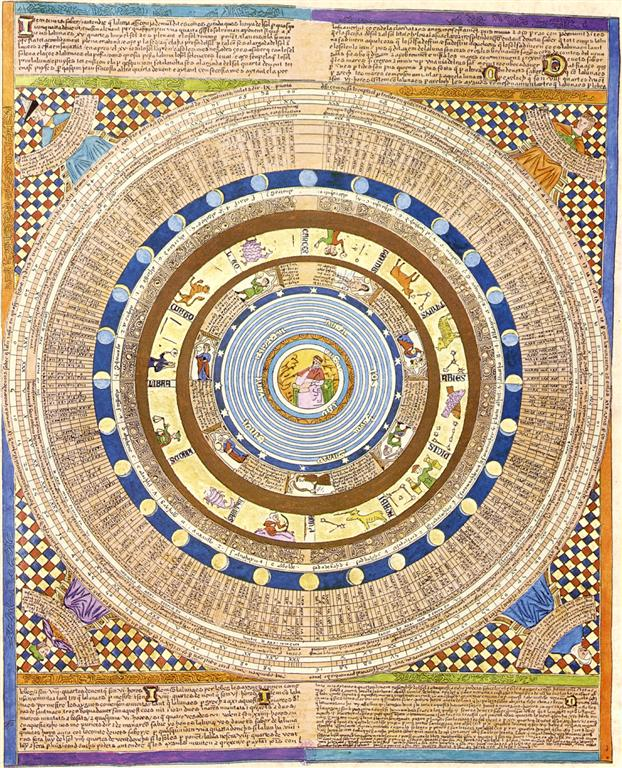
Каталанський атлас — один зі скарбів бібліотеки французьких королів.

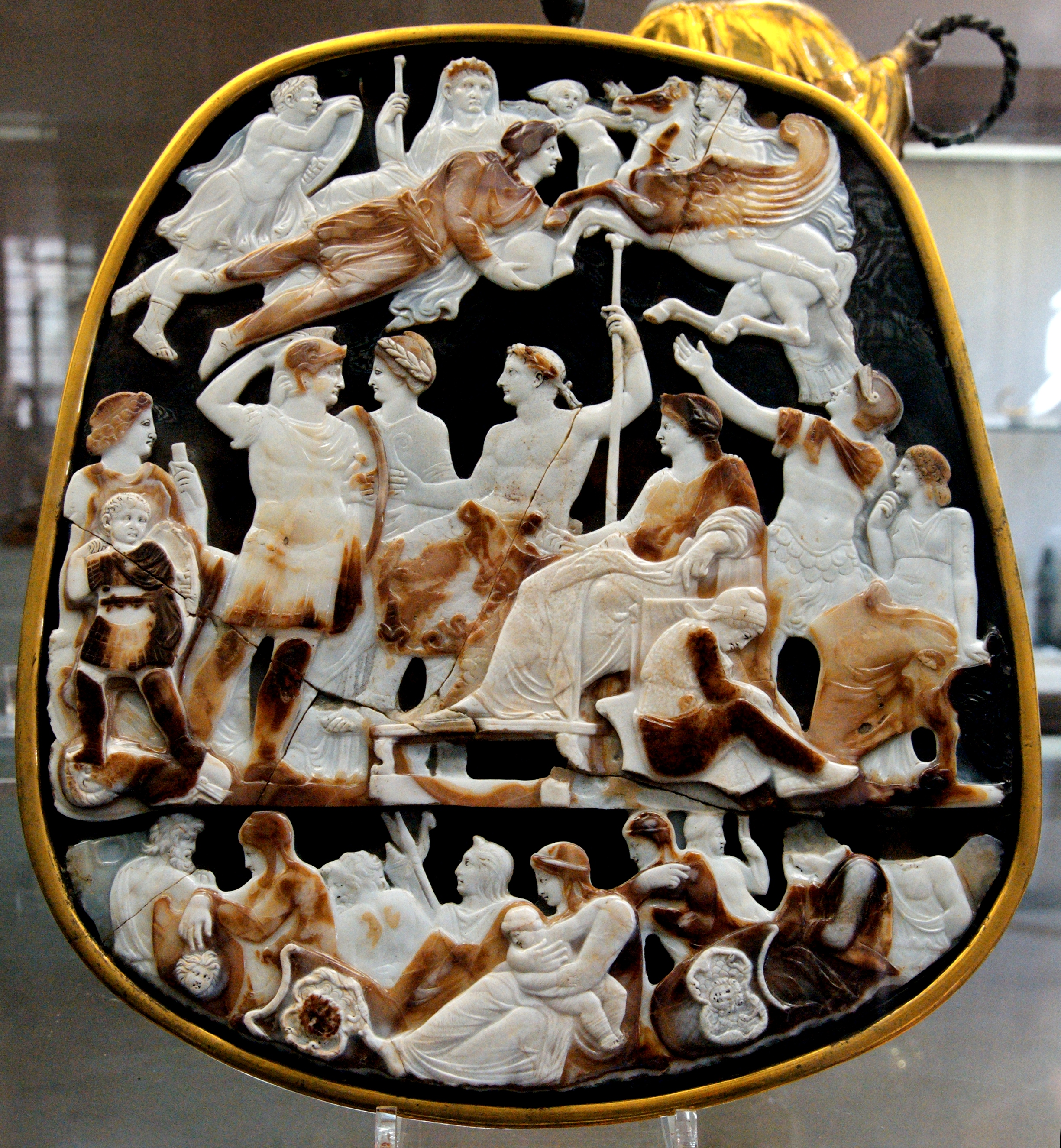
Кабінет медалей: Велика камея Франції (п'ятишаровий сардонікс, друга чверть 1 ст.н.е.)

1373 року було укладено її каталог, доповнений 1380 року. Ця бібліотека сильно страждала від того, що королівські родичі брали з неї книги і не повертали назад. З 1200 списків, що були у бібліотеці, до нас дійшла тільки двадцята частина.
Людовик XII переніс луврську бібліотеку в замок Блуа і приєднав її до бібліотеки, зібраної там його дідом і батьком, герцогом Орлеанським; він також придбав багате зібрання книг герцогів міланських, частину книг з бібліотеки Петрарки та зібрання книг Людовика де Брюжа, сеньйора де ла Грютьюз (de la Gruthuyse).
Франциск I на пропозицію вченого бібліотекаря Бюде приєднав до королівської бібліотеки свою особисту книгозбірню, зібрану його батьком і дідом, він продовжував збирати книжки у Франції і за кордоном, для збільшення бібліотеки. В 1523 р. він звелів помістити в Фонтенбло багату бібліотеку, конфісковану у конетабля Бурбонського; там само він заснував бібліотеку грецьких рукописів, перенесених з бібліотеки замку Блуа. При ньому королівська бібліотека була однією з найбагатших у всій Європі; поступово її розглядають не лише як особисту власність короля, бібліотека стає громадською установою, відкритою для вчених. За Франциска I засновані посади головного бібліотекаря королівської бібліотеки, його помічників і палітурників.
Наприкінці правління Карла IX Бібліотека з Фонтенбло була перевезена в Париж. За Людовика XIII в Луврі було засновано бібліотеку, яка належала особисто королеві й називалася королівським кабінетом (Cabinet du roi).
За Людовика XIV королівська бібліотека придбала і отримала в дар дуже багато надзвичайно цінних книг і рукописів. Управління бібліотекою знаходилося в руках Кольбера, як головного інтенданта королівських будівель.
Найважливішими надбаннями бібліотеки в його час були такі: зібрання книг (9000 томів) і рукописів (260), принесене в дар братами Дюпюї; дар Гастона Орлеанського, що складався з книг, рукописів, медалей, мініатюр, малюнків та ін цінностей: дар графа де Бетюна (de Béthune) — велике зібрання надзвичайно цінних історичних документів, всього 1923 томів. У 1715 р. бібліотека отримала в дар славетну збірку Геньєра (Gaignières). В 1669 р. була придбана бібліотека лікаря Жака Ментеля, що складалася з 10 000 книг та 136 рукописів. Книжки й документи для бібліотеки купувалися не лише у Франції, Кольбер посилав вчених за кордон, щоб розшукувати і купувати книги; таким чином були вивезені цінні книги і рукописи зі Сходу, з Греції; Єгипту, Персії, Константинополя, Італії, Португалії, Швеції тощо.
За Людовика XV Бібліотека придбала близько 20 чудових збірок книг і рукописів (найважливіші — бібліотека Кольбера, з 6645 давніми рукописами, і бібліотека єпископа авранійского Huet). Завдяки торговельним зносинам зі Сходом, ширилося придбання книг і з тих країв, так у 1723 р. індійська компанія надіслала понад 1800 китайських книг.
Під час Великої французької революції бібліотека отримала незліченні книжкові багатства за рахунок збірок книжок численних монастирів та емігрантів; найбагатшим було зібрання монастиря Сен-Жермен-де-Пре — понад 9000 стародавніх рукописів, а також збірка Сорбонни — до 1575 рукописів. З подальших надбань бібліотеки найзначніші — збірки Лабедоєра на 10 000 книг про французьку революцію, зібрання книг про Вольтера (1996 кн.) і про Монтеня (1440 кн.), 350 корейських рукописів.
У XIX столітті зусиллями Леопольда-Віктора Деліля був значно розширений відділ рукописів.
1988 року президент Франсуа Міттеран підтримав програму реформування бібліотеки, розроблену за сприяння радника президента Жака Атталі, за якою основні фонди переїхали до сучасних висотних будівель в XIII окрузі Парижа (арх. Домінік Перро). На той момент кількість друкованих книг у бібліотеці перевищувала 9 млн.

## Сучасні технології
З винаходом технології сканування книг Національна бібліотека однією з перших у світі оцифрувала найцінніші й найважливіші з естетичного й наукового погляду фонди, заснувавши електронну бібліотеку «Ґалліка» й розмістивши її для вільного доступу в інтернеті за адресою http://gallica.bnf.fr. Станом на вересень 2013 року онлайн-бібліотека Ґалліка пропонувала читачам близько 2 700 000 оцифрованих документів (з яких 450 000 книжок, 40 000 рукописів, 1 200 000 журналів, 1 000 000 зображень та 60 000 мап).
Бібліотека також бере участь у дослідницькому проєкті, спрямованому на розробку технологій машинного перекладу та розпізнавання мови — Quaero.

## Список керівників Національної бібліотеки Франції

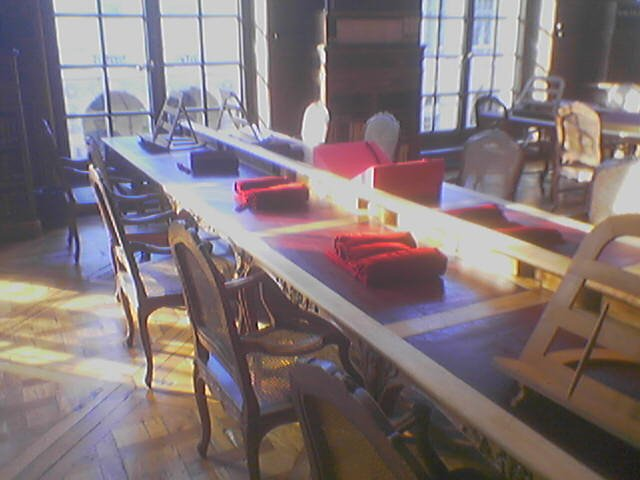
Читальний зал відділу рукописів у будинку на вулиці Рішельє

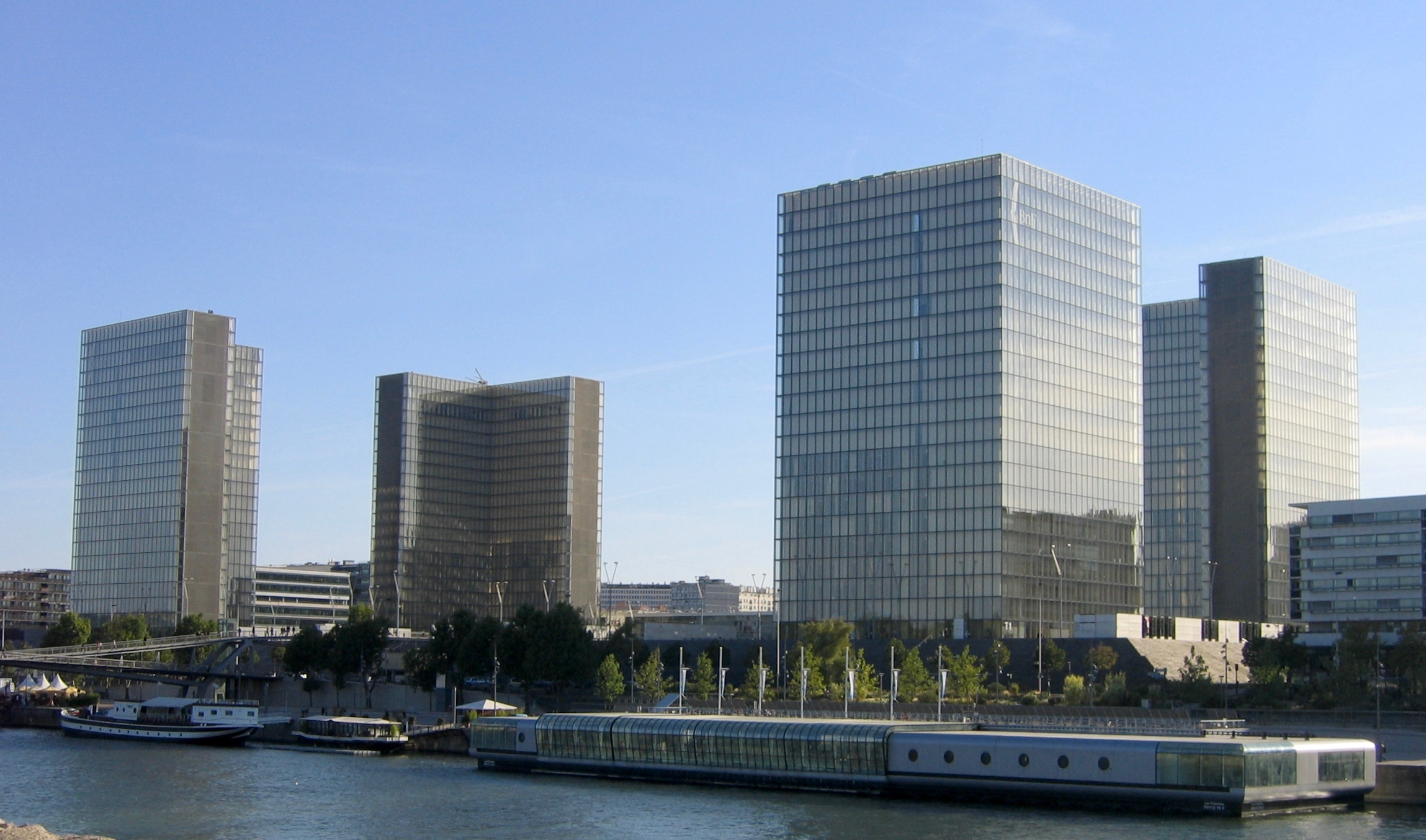
Ансамбль будівель Тольбіак-Франсуа Міттеран Національної бібліотеки Франції

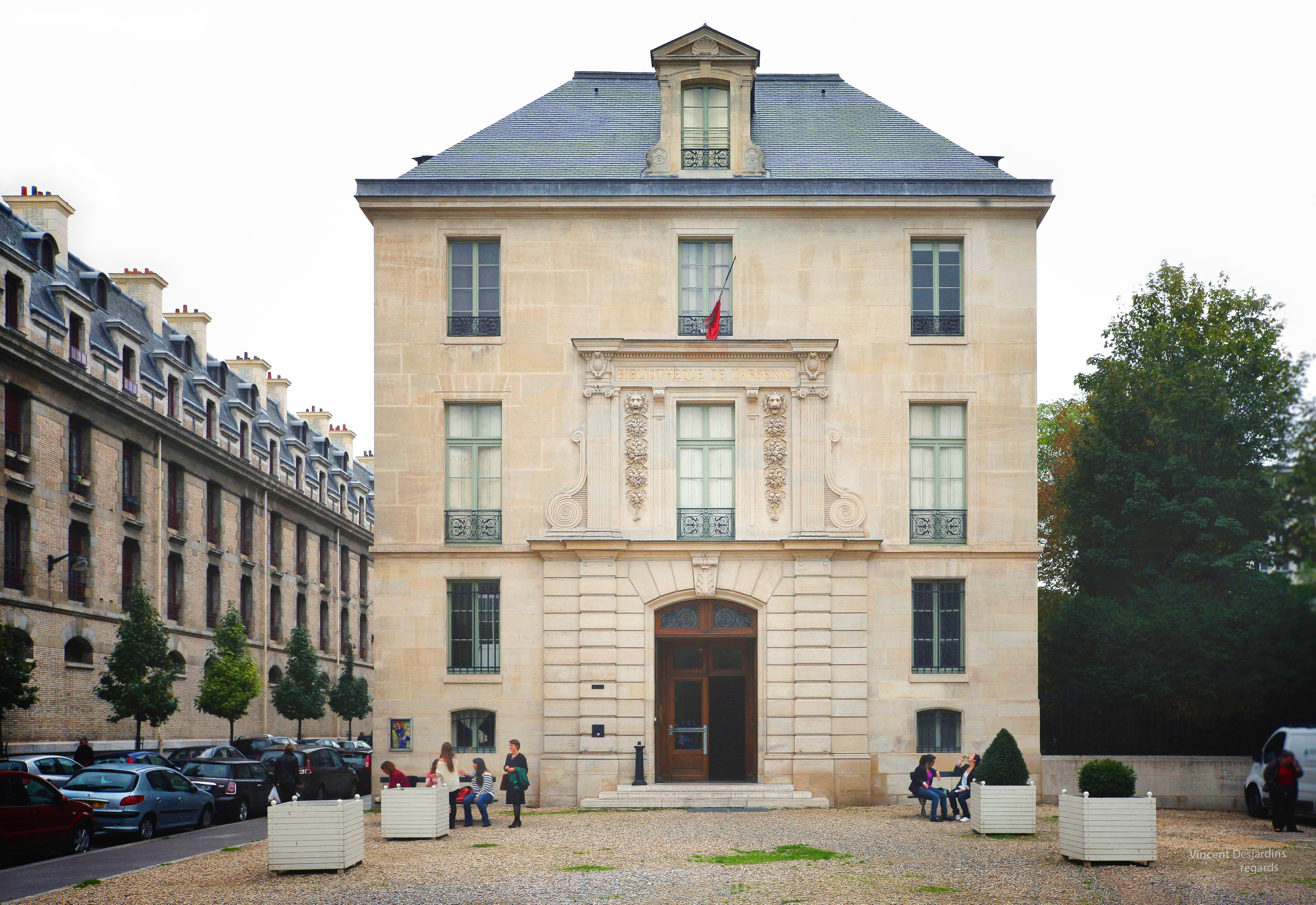
Бібліотека Арсеналу

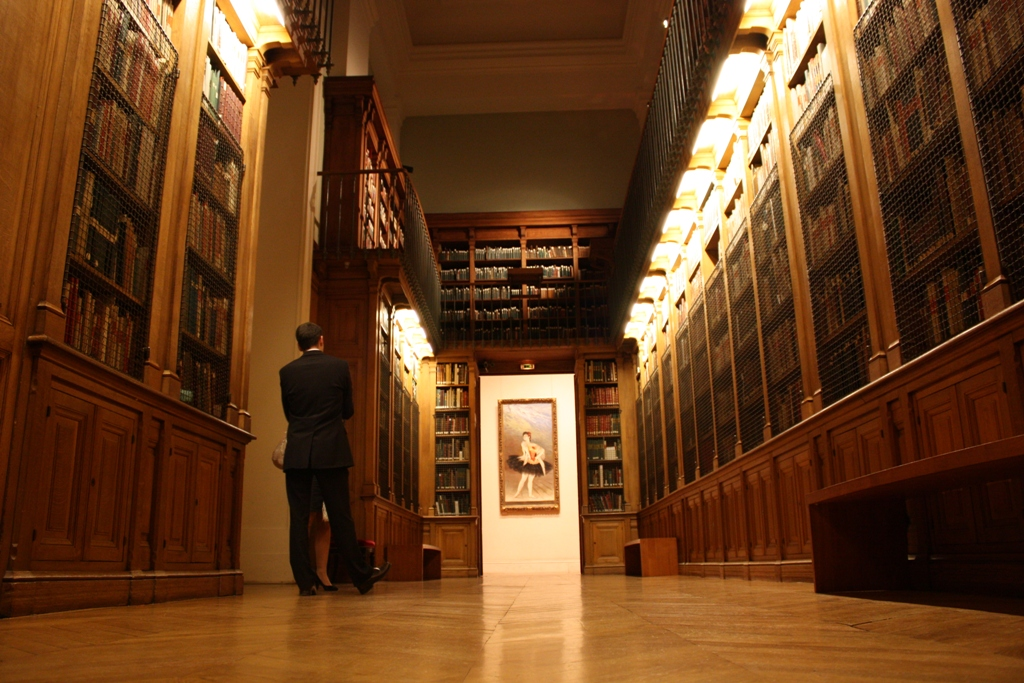
Бібліотека-музей Опери Гарньє

З часу заснування Національної бібліотеки в період Французької революції, посада керівника бібліотеки мала різні назви: Бібліотекар нації (Bibliothécaire de la Nation) Президент Консерваторіуму (Président du Conservatoire), Директор (Directeur), Генеральний адміністратор (Administrateur généraux) і нарешті Президент (Président).
Бібліотекарі нації
- 1792—1793: Жан-Луї Кара та Нікола Шамфор
- 1793: Жан-Батист Куей (вик. обов'язки)
- 1793—1795: Жан-Батист Лефевр да Вільбрюн
- 1795—1796 : Андре Бартелемі де Курсе

Президенти Консерваторіуму
- 1796—1798 : Жан-Огюстен Капперонньє
- 1798—1799 : Адрієн-Жак Жолі
- 1799—1800 : Обен-Луї Міллен де Гранмезон

Адміністратори
- 1800—1803: Жан-Огюстен Капперонньє

Президенти Консерваторіуму
- 1803—1806: Паскаль-Франсуа-Жозеф Госслен
- 1806—1829: Бон-Жозеф Дасьє
- 1830—1831: Жозеф Ван Пре
- 1832: Жан-П'єр Абель Ремюза
- 1832: Жозеф Ван Пре
- 1832—1837: Жан Антуан Летрон

Директори Королівської бібліотеки
- 1838—1839: Едме Франсуа Жомар
- 1839: Шарль Дюнуає
- 1839—1840: Жан Антуан Летрон

Генеральні адміністратори
- 1840—1858: Жозеф Ноде
- 1858—1874: Жуль Таскеро (Паризька комуна призначила 1871 Жана П'єра Мішеля Реклю, відомого як Елі Реклю.)
- 1874—1905: Леопольд Деліль
- 1905—1913: Анрі Марсель
- 1913—1923: Теофіль Омоль
- 1923—1930: П'єр-Рене Ролан-Марсель
- 1930—1940: Жульєн Кен (під час режиму Віші його замінив Бернар Фаї. Жульєна Кена було депортовано до Бухенвальду)
- 1940—1944: ВБернар Фаї
- 1945—1964: Жульєн Кен
- 1964—1975: Етьєн Денері
- 1975—1981: Жорж Ле Ріде
- 1981—1984: Ален Гурдон
- 1984—1987: Андре Мікель
- 1987—1993: Еманюель Ле Руа Ладюрі

Президент публічного закладу «Бібліотека Франції»
- 1989–1994: Домінік Жаме

Президенти Національної бібліотеки Франції
- 1990—1993: Домінік Жаме
- 1994—1997: Жан Фав'є
- 1997—2002: П'єр-Жан Ремі (власне П'єр-Жан Ангремі)
- 2002—2007: Жан-Ноель Жаннене
- 2007—2016: Брюно Расін
- з 2016: Лоранс Анжель

## Колекції
- Біблія Мацейовського (ХІІІ ст.)